# American toy fox terrier
American toy fox terrier (TFT) är en hundras från USA. Den är en terrier som började utvecklas under 1930-talet. Rasen är nationellt erkänd av American Kennel Club (AKC).
Utanför USA är rasen inte mycket känd. 2013 fanns inga individer i Sverige, men den är erkänd i de nordiska länderna.

## Historia
American toy fox terrier var ursprungligen en hund som bekämpade råttor, möss och andra smådjur. Eftersom man ville ha en så liten hund som möjligt korsade man släthårig foxterrier med mindre hundar som chihuahua och manchesterterrier.

## Egenskaper
TFT anses vara intelligent och lättlärd. Den är pigg och alert.

## Utseende
TFT är en liten hund med ett muskulöst och atletiskt utseende. Den har v-formade öron och stora ögon. Pälsen kan vara både tri-color (vita hundar med svarta och bruna tecken) och sällsynta white & tan (vita hundar med ljust bruna tecken) och white & black (vita hundar med svarta tecken) men vanligast är det att pälsen är helt vit med några bruna märken på. Svansen är väldigt kort och högt ansatt. Mankhöjden varierar från 22 till 29 cm. Vikten är 1,5–3 kg.